# Augochloropsis multiplex
Augochloropsis multiplex là một loài Hymenoptera trong họ Halictidae. Loài này được Vachal mô tả khoa học năm 1903.